# قاملو
قاملو، روستایی در 36 کیلومتری بخش مرکزی شهرستان قروه استان کردستان ایران است.
قاملو. (اِخ) دهی از دهستان اسفندآباد بخش قروه شهرستان قروه زبان مردم این روستا کُردی گورانی است .

## جمعیت
این روستا در دهستان پنجه علی جنوبی قرار دارد و براساس سرشماری مرکز آمار ایران در سال ۱۳۸۵، جمعیت آن 800 تا 1000 نفر (260خانوار) است.

## ویژگی ها طبیعی و انسانی
ویژگی های انسانی : بافت این روستا به صورت مجزا در دو طرف مسیر ورودی قروه به کامیاران شکل گرفته است. همچنین محدوده مسکونی آن در فضای ۵ هکتاری قرار دارد. فاز اول طرح هادی در سال ۸۶ با اجرایی‌کردن سنگفرش اطراف مسجد روستا به متراژ ۵۰۰ متر اجرا شد و یک و 500 متر جدول‌گذاری حاشیه خیابان‌ها انجام شد.در زمینه تلفن ثابت و اینترنت هیچ‌گونه کاستی وجود ندارد. همچنین در این زمینه مشکل آنتن دهی تلفن همراه به دلیل نبود شبکه‌ای تقویت کننده مواجه است .یک درمانگاه مجهز به داروخانه، پزشک، امکانات دندانپزشکی، پزشک عمومی و... در قاملو وجود دارد که در زمینه بهداشتی درمانی پذیرای ۱۷ روستای هم‌جوار است.این روستا دارای ۳ مدرسه با ۱۰ کلاس درس است که در این زمینه ۱۲۵ دانش آموز مشغول به تحصیل هستند. همچنین یک مدرسه ۳ کلاسه با همت یک نیکوکار قروه‌ای و سازمان نوسازی مدارس استان در فضای ۴۰۰ متری در حال احداث است.
ویژگی های طبیعی :بیش از یک هزار و ۵۰۰ هکتار اراضی کشاورزی در این منطقه وجود دارد که حدود یک هزار هکتار آن به صورت آبی به کشت محصولاتی مانند گندم، جو، یونجه و سیب‌زمینی اختصاص دارد.در زمینه ظرفیت‌های آبی این روستا دارای ۴۲ حلقه چاه عمیق و ۳ حلقه نیمه‌عمیق است همچنین بیشتر اراضی کشاورزی قاملو به صورت بارانی و قطره‌ای آبیاری می‌شود که علاوه بر صرفه‌جویی، افزایش محصول و کاهش نیروی کار را به همراه دارد.در زمینه ظرفیت‌های آبی این روستا دارای ۴۲ حلقه چاه عمیق و ۳ حلقه نیمه‌عمیق است همچنین بیشتر اراضی کشاورزی قاملو به صورت بارانی و قطره‌ای آبیاری می‌شود که علاوه بر صرفه‌جویی، افزایش محصول و کاهش نیروی کار را به همراه دارد.سالانه بیش از ۵۰ هزار تن گندم در اراضی قاملو برداشت می‌شود که این ظرفیت موجب ایجاد یک تعاونی شده و گندم ۲۰ روستای دیگر نیز از این طریق خریداری می‌شود. موقع جغرافیائی آن جلگه سرد سیر است و آب آن ازچشمه و محصولات آن غلات، قلمستان، لبنیات و شغل اهالی زراعت و گله داری و صنایعدستی ایشان قالیچه و جاجیم بافی است.
از نظر آب و هوایی نیز قاملو در تابستان یکی از خنک ترین جاها و در زمستان نیز جزو سردترین مناطق ایران است.

## تصاویر
- «نتایج سرشماری عمومی نفوس و مسکن ۱۳۸۵». درگاه ملی آمار ایران. بایگانی‌شده از اصلی در ۱ ژانویه ۲۰۱۳. دریافت‌شده در ۱ ژانویه ۲۰۱۳.